# Храм Святых Апостолов Петра и Павла (Тула)
В Туле также находится православный храм св. апостолов Петра и Павла
Храм Святых Апостолов Петра и Павла — католический храм в городе Тула. Административно относится к архиепархии Матери Божией (с центром в Москве), возглавляемой архиепископом митрополитом Паоло Пецци.

## История
Католическая община в Тульском крае существовала с XIX века. Ещё в 1840-е годы существовал капеллан Московской железной дороги, окормлявший тульских католиков. После подавления восстания 1863 года в Тулу прибыло большое число ссыльных католического вероисповедания с территорий современных Польши, Литвы и Белоруссии. Викентий Смидович, синодик церковного совета католического прихода Тулы, был известным врачом, основателем Тульской городской больницы и городской санитарной комиссии, одним из создателей Общества тульских врачей. Его сыном был также врач и известный писатель Викентий Вересаев.
В 1885 году католики Тулы открыли с разрешения властей часовню в частном доме, но она не могла вместить всех верующих, и руководство прихода обращалось в различные инстанции с просьбой о выделении земли для строительства храма. 28 мая 1893 года было получено разрешение от Департамента духовных дел по иностранным вероисповеданиям на строительство храма на окраине Тулы вблизи Киевской улицы.

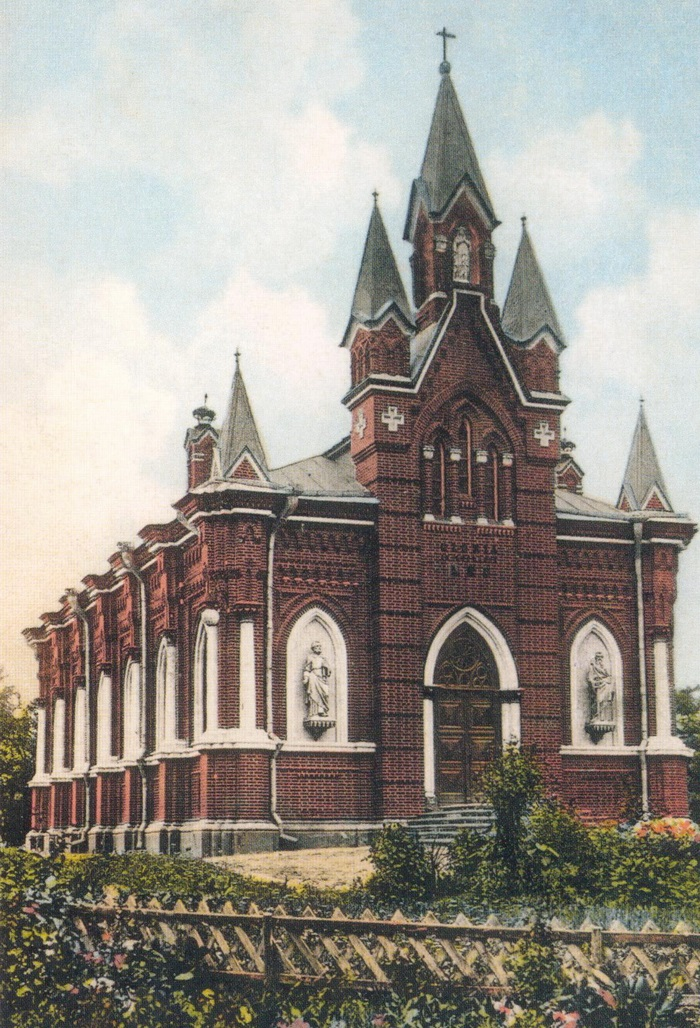
Храм в начале XX века

Закладка храма состоялась 15 мая 1894 на пересечении улиц Киевской (ныне пр-т Ленина) и Мотякинской (ныне Л. Толстого). Строительством руководил губернский архитектор Эварист Скавронский (1846—1909). Освящение храма состоялось в 1896 году, провёл его генеральный викарий Могилёвской митрополии Франциск Сымон.
С 1898 года в приходе работал постоянный священник. Жизнь прихода стала более активной — при храме была открыта библиотека, а на католические праздники устраивались спектакли. Согласно переписи населения 1897 года в Тульской губернии проживало 1224 католика (большинство из них в Туле)
После 1917 года численность прихожан резко сократилась. Это было вызвано большой эмиграцией поляков и прибалтов на родину из-за прихода к власти большевиков. В 1918 году, согласно принятому декрету, всё имущество храма стало народным достоянием, однако храм некоторое время действовал. В 1926 году настоятель храма о. Я. Павлович был арестован, а в 1932 году храм был окончательно закрыт. Позже там, в разное время, размещались редакция газеты «Молодой коммунар» и криминалистическая лаборатория.
В 1993 году католическая община Тулы была возрождена, однако храм всё ещё находился в распоряжении другой организации. В 1995 году общине, для совершения месс, был выделен пристроенный к храму гараж. Вплоть до 30 марта 2004 года, когда храм был официально безвозмездно передан приходу, мессы совершались в этом гараже.
Возвращению храма содействовали обращения Апостольского нунция в Российской Федерации Антонио Меннини и позиция архиепископа Тульского и Белёвского Алексия, который на запрос властей ответил, что не против передачи храма и видит в этом проявление справедливости. После получения соответствующих разрешений в 2006 году в храме начались реставрационные работы, завершившиеся в 2007 году.

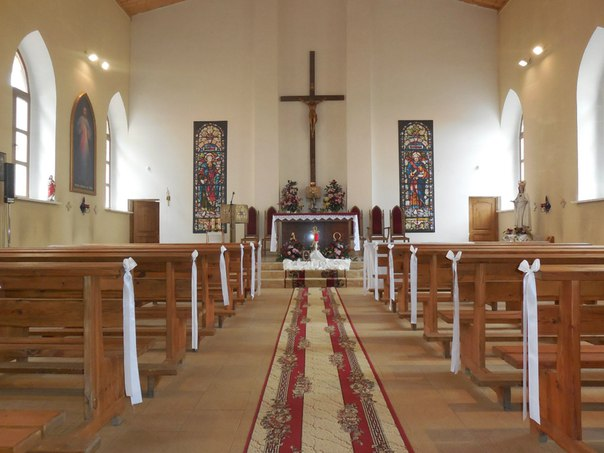
Интерьер храма

23 декабря 2007 года состоялось торжественное открытие храма. 6 июля 2008 года архиепископ митрополит Паоло Пецци освятил восстановленную церковь. Во время освящения в алтарь храма были вложены частицы мощей святого Иоанна Боско, блаженной Целины Боженцкой и святой Елизаветы. 17 июня 2012 года в храм был передан новый цифровой орган итальянской фирмы «Viscount», а 30 сентября состоялся первый в Туле органный концерт.

## Архитектура
Храм Святых Апостолов Петра и Павла построен в неоготическом стиле из красного кирпича. Авторы проекта — губернский архитектор Эварист Скавронский. Над центральным входом — высокий шпиль с двумя боковыми башнями. Ранее, при входе в храм, по правую и левую сторону были установлены статуи Апостолов Петра и Павла, утраченные в советское время. В нише шпиля ранее размещалась небольшая статуя Девы Марии, также ныне утерянная. Фотографий изначального интерьера храма не сохранилось, и во время реконструкции здания в 2006—2007 годах внутренний вид храма был выполнен в современном стиле, отличным от стилистики псевдоготики.

## Настоятели
- о. Зигмунт Лозинский
- о. Януш Мороз (1994—1996)
- о. Григорий Пюрковский (1996—1997)
- о. Хенрик Левандовский (2004—2007)
- о. Пётр Фидермак (2007—2008)
- о. Рафал Кравчик (2008—2011)
- о. Виталий Спицын (2011—2017)[5]
- монс. Сергей Тимашов (2017—2022)[6]
- о. Александр Кревский (с 2022)